# Sinsaenum
Sinsaenum ist eine multinationale Death-Metal-Supergroup, die 2016 gegründet wurde.

## Geschichte
Bereits seit 1998 arbeitete Frédéric Leclercq von DragonForce an Death-Metal-ähnlichem Liedmaterial. Mit der Zeit hatte sich auch Stéphane Buriez von Loudblast mit in seine Pläne involviert. Als Leclercq eine SMS von Joey Jordison (ex-Slipknot) erhalten hatte, in der er sich danach erkundigte, an was für einem musikalischen Projekt Leclercq momentan arbeite, erzählte er ihm von den Death-Metal-Songs und sandte Jordison ein paar Demos zu. Durch die Aufnahmen überzeugt, bot Jordison sich Leclercq und Buriez als Schlagzeuger an. Jordison war es auch, der der Band den Namen gab, indem er die englischen Worte „sin“ („Sünde“) und „insane“ („verrückt“) kombinierte. Als Sänger wurden Attila Csihar (Mayhem, Sunn O)))) und Sean Zatorsky (Dååth, Chimaira) ausgewählt. Vervollständigt wurde die Besetzung durch den Bassisten Heimoth C. Krueger (Seth). Die Gründung wurde offiziell im Mai 2016 bekanntgegeben. Die Band begab sich daraufhin in die Fascination Street Studios im schwedischen Örebro und nahm dort unter der Leitung von Jens Bogren das Album Echoes of the Tortured auf, das am 29. Juli 2016 bei earMUSIC erschien. Vorab war am 6. Juni eine selbstbetitelte EP, die zwei Lieder enthält, erschienen. Die Aufnahmen für das Album hatten getrennt stattgefunden, erst bei den Proben für die Musikvideos Army of Chaos und Splendor and Agony hatten alle Mitglieder erstmals zusammen gespielt.
Joey Jordison verstarb Ende Juli 2021 im Alter von 46 Jahren.

## Stil
Jan Jaedike vom Rock Hard ordnete die Musik nicht nur dem Death-, sondern auch dem Black-Metal zu. Im Interview mit ihm gab Frédéric Leclercq an, dass der Albumtitel sich auf ein gleichnamiges Buch bezieht, jedoch sei das Album inhaltlich weiter gefasst. Das Lied Anfang des Albtraumes habe seinen Titel von Leclercq, der in Krefeld gelebt und gearbeitet habe und Deutsch in der Schule hatte. Der Text sei teils auf Englisch, teils auf Ungarisch. In derselben Ausgabe rezensierte Sebastian Schilling das Album und bezeichnete die Musik als modern produzierten, teils thrashigen Death Metal, der an neuere Deicide, Dååth oder Act of Defiance (abzüglich des Klargesangs) erinnere. Durch kernige Riffs und Csihar werde eine düstere Atmosphäre erzeugt. Die Band mache auch von eingängigen Liedstrukturen, wie bei Army of Chaos, Gebrauch.

## Diskografie
- 2016: A Taste of Sin (EP, earMUSIC)
- 2016: Sinsaenum (EP, Eigenveröffentlichung)
- 2016: Echoes of the Tortured (Album, earMUSIC)
- 2017: Ashes (EP, earMUSIC)
- 2018: Repulsion for Humanity (Album, earMUSIC)